# Девід Гілі (психіатр)
Девід Гілі (англ. David Healy, нар. Рахені, передмістя Дубліна) — ірландський психіатр, професор психологічної медицини в Університеті Кардіффа, директор Школи Психологічною Медицини Нового Уельсу. Відомий своїми публікаціями про вплив фармацевтичної індустрії на медицину і академічну сферу. 
Основні дослідницькі напрямки Девіда Гілі — когнітивні функції при афективних захворюваннях, одужання після психозу й фізичне здоров'я людей, які страждають від психічних розладів. Ряд книг Гілі присвячений історії розвитку психофармакології.